# Beth Van Duyne
Elizabeth Ann Van Duyne, detta Beth (Ithaca, 16 novembre 1970), è una politica statunitense, membro della Camera dei Rappresentanti per lo stato del Texas dal 2021.

## Biografia
Nata ad Ithaca, la Van Duyne si trasferì nel Texas da adolescente con la famiglia. Si laureò magna cum laude alla Cornell University.
Entrata in politica con il Partito Repubblicano, nel 2004 fu eletta nel consiglio comunale di Irving e sette anni dopo vinse le elezioni come sindaco della città, venendo riconfermata per un secondo mandato nel 2014. Nel 2017 decise di non chiedere un terzo mandato e lasciò la carica, per lavorare come amministratrice locale del Dipartimento della casa e dello sviluppo urbano dietro nomina di Donald Trump.
Quando nel 2020 Kenny Marchant annunciò il proprio ritiro, la Van Duyne si candidò per il suo seggio alla Camera dei Rappresentanti e, dopo essersi aggiudicata le primarie repubblicane, affrontò nelle elezioni generali la sfidante democratica Candace Valenzuela. La campagna elettorale fu molto combattuta e alla fine la Van Duyne prevalse sulla Valenzuela con un margine di scarto estremamente ridotto. Beth Van Duyne divenne così la seconda donna repubblicana eletta alla Camera dallo stato del Texas, dopo Kay Granger.

## Vita privata
Madre di due figli avuti dal matrimonio con Casey Wallach, nel 2012 annunciò il proprio divorzio dopo diciassette anni di matrimonio.